# Trai Nimtawat
Trai Nimtawat (ตรัย นิ่มทวัฒน์; nascido em 14 de janeiro de 2001) apelidado de Neo (นีโอ) é um ator tailandês contratado pela GMMTV, pelo qual ele é mais conhecido por seus papéis em Fish upon the Sky (2021), The Eclipse (2022), e Only Friends (2023). Ele também é ex-jogador de basquete e membro da seleção juvenil nacional da Tailândia, que ganhou o bronze nos Jogos Escolares da ASEAN de 2018.

## Juventude e educação
Neo nasceu e cresceu em Banguecoque, Tailândia. Ele completou sua educação secundária no Bangkok Christian College e atualmente está estudando na Universidade de Banguecoque na Faculdade de Propriedade e Gestão de Empresas.

## Carreira
Em 2018, aos 16 anos, Neo foi contratado como artista pela agência de produção e talentos GMMTV e posteriormente abandonou a carreira no basquete para se concentrar na atuação. Nesse mesmo ano, ele fez sua estreia como ator na televisão como personagem principal da série 'Cause You're My Boy. Ele continuou a atuar com papéis nas séries Wolf, Tonhon Chonlatee, e Girl Next Room.
Em 2021, Neo desempenhou um papel principal ao lado de Thanawin Teeraphosukarn em Fish upon the Sky. Eles então trabalhariam juntos novamente em The Eclipse e reprisariam seus papéis na série antológica Our Skyy 2.
Em 2023, Neo fez sua estreia como ator no cinema em My Precious. Mais tarde naquele ano, ele se juntou ao elenco da série Only Friends como Boston, e interpretou Fire em Cooking Crush.
Em 2024, Neo repetirá seu papel de Mai na adaptação televisiva de My Precious. Ele também estrelará as próximas séries Because You're My First Love e My Golden Blood.

## Filmografia

### Cinema
| Ano  | Título      | Personagem | Notas            |
| ---- | ----------- | ---------- | ---------------- |
| 2023 | My Precious | Mai        | Papel recorrente |

### Séries de televisão
| Ano  | Título                           | Personagem            | Notas            |
| ---- | -------------------------------- | --------------------- | ---------------- |
| 2018 | 'Cause You're My Boy             | Gord                  | Papel principal  |
| 2018 | Our Skyy                         | Gord                  | Papel recorrente |
| 2019 | Wolf                             | Bank                  | Papel recorrente |
| 2019 | Dark Blue Kiss                   | Gord                  | Papel convidado  |
| 2020 | Girl Next Room: Motorbike Baby   | Sky                   | Papel recorrente |
| 2020 | Girl Next Room: Midnight Fantasy | Sky                   | Papel recorrente |
| 2020 | Girl Next Room: Richy Rich       | Sky                   | Papel recorrente |
| 2020 | Girl Next Room: Security Love    | Sky                   | Papel recorrente |
| 2020 | Tonhon Chonlatee                 | Na                    | Papel recorrente |
| 2021 | Fish upon the Sky                | Duean                 | Papel principal  |
| 2022 | Vice Versa                       | Up/Preeda             | Papel recorrente |
| 2022 | The Eclipse                      | Khan                  | Papel recorrente |
| 2023 | Our Skyy 2                       | Khan                  | Papel recorrente |
| 2023 | Midnight Motel                   | Tony                  | Papel convidado  |
| 2023 | Only Friends                     | Boston                | Papel principal  |
| 2023 | Cooking Crush                    | Fire                  | Papel recorrente |
| 2024 | My Precious                      | Mai                   | Papel recorrente |
| 2024 | Because You Are My First Love    | Tao Nakrob Sudpreecha | Papel recorrente |
| 2025 | My Golden Blood                  | Tonkla                | Papel recorrente |
| TBA  | That Summer                      |                       | Papel recorrente |
| TBA  | Mu-Te-Luv                        | Kat                   | Papel principal  |
| TBA  | Only Friends: Dream On           | Boston                |                  |